# Viggo Mortensen
Viggo Peter Mortensen jr. (New York, 20 oktober 1958) is een Amerikaanse acteur van Deens-Noorse afkomst. Hij werd genomineerd voor een Oscar, een Golden Globe en een BAFTA Award voor zijn rol in Eastern Promises. Meer dan tien andere filmprijzen werden hem daadwerkelijk toegekend, waaronder verschillende samen met de gehele cast van The Lord of the Rings-filmtrilogie, waarin hij de rol van Aragorn II vertolkte.

## Biografie

### Jeugd
Mortensen werd geboren in New York als oudste zoon van een Deense boer en een Noors-Amerikaanse moeder. Zij hadden elkaar in Noorwegen ontmoet, waarna zij trouwden en naar New York verhuisden. Mortensen bracht zijn vroege jeugd door in Manhattan. Niet veel later werden zijn broertjes, Charles en Walter, geboren. Het gezin verhuisde vervolgens naar Zuid-Amerika, waar het onder andere woonde in Venezuela en Argentinië. Mortensens vader had hier kippenfokkerijen. Inmiddels was het huwelijk tussen zijn ouders aan het verslechteren en op zevenjarige leeftijd werd hij naar een strenge kostschool gestuurd in de geïsoleerde heuvels van Argentinië. Toen hij elf jaar oud was gingen zijn ouders uit elkaar. Zijn moeder besloot samen met haar kinderen terug te verhuizen naar haar thuisstaat New York. Mortensen ging vervolgens naar Watertown High School en werd een zeer goede student en atleet. Hij studeerde af in 1976 en ging verder studeren aan de St. Lawrence Universiteit in Canton (New York). Nadat hij ook hier was afgestudeerd verhuisde Mortensen naar Denemarken. Hij begon met het schrijven van poëzie en korte verhalen, terwijl hij allerlei baantjes had. Hij werkte o.a. als dokwerker en bloemenverkoper.
Maar in 1982 werd hij verliefd en volgde hij zijn vriendin terug naar New York, hopende op een lange romance en een carrière als schrijver. Geen van beide gebeurde. Uiteindelijk vond hij werk in de bediening en begon hij met acteerlessen. Drie jaar later had hij zijn filmdebuut, een kleine rol in de film Witness (1985). Hierna verhuisde hij in 1987 naar Los Angeles, hij verscheen in de film Salvation! en trouwde in 1987 met zijn medespeelster, Exene Cervenka. Zij kregen samen een zoon, Henry Mortensen, op 28 januari 1988, maar na tien jaar huwelijk gingen zij uit elkaar.

### Doorbraak
In 1991 speelde Mortensen de rol van Frank Roberts in de film Indian Runner, geregisseerd door Sean Penn. Deze rol was een aanleiding voor regisseur Peter Jackson om Mortensen in 1999 telefonisch te benaderen voor de rol van Aragorn II in de filmtrilogie The Lord of the Rings. In eerste instantie weigerde Mortensen; het zou betekenen dat hij een lange tijd niet bij zijn zoon Henry zou kunnen zijn. Maar Henry, een groot fan van Tolkiens trilogie, overtuigde zijn vader de rol toch aan te nemen. Mortensen stortte zich vol overgave in het project en wordt door velen als de meest toegewijde acteur van de trilogie gezien, mede door zijn grote inzet om de vechtscènes met zwaarden zo authentiek mogelijk te laten lijken. Verder is bekend dat Mortensen geruime tijd heeft doorgebracht met zijn paard om een goede band te kweken met het dier, opdat hun spel voor de camera nog beter tot zijn recht zou komen. Dankzij de verfilming van Tolkiens trilogie werd Mortensen beroemd.
Mortensen heeft met een deel van het geld dat hij verdiende met zijn rol in de film de Perceval Press-uitgeverij opgericht. Deze stelt andere acteurs en artiesten in staat om avantgardewerk te publiceren, dat bij meer traditionele uitgeverijen niet zo snel een kans zou krijgen.

## Filmografie
- Witness (1985)
- Salvation! (1987)
- Fresh Horses (1988)
- Prison (1988)
- Reflecting Skin (1990)
- Young Guns II (1990)
- Leatherface: Texas Chainsaw Massacre III (1990)
- Tripwire (1990)
- The Indian Runner (1991)
- American Yakuza (1993)
- The Young Americans (1993)
- Ruby Cairo (1993)
- Boiling Point (1993)
- Carlito's Way (1993)
- The Crew (1994)
- Gospel According to Harry (1994)
- Floundering (1994)
- Black Velvet Pantsuit (1995)
- The Passion of Darkly Noon (1995)
- Gimlet (1995)
- Crimson Tide (1995)
- The Prophecy (1995)
- Albino Alligator (1996)
- The Portrait of a Lady (1996)
- Daylight (1996)
- G.I. Jane (1997)
- La pistola de mi hermano (1997, aka My Brother's Gun)
- Vanishing Point (1997)
- A Perfect Murder (1998)
- Psycho (1998)
- A Walk on the Moon (1999)
- 28 Days (2000)
- The Lord of the Rings: The Fellowship of the Ring (2001)
- The Lord of the Rings: The Two Towers (2002)
- The Lord of the Rings: The Return of the King (2003)
- Hidalgo (2004)
- A History of Violence (2005)
- Alatriste (2006)
- Eastern Promises (2007)
- Appaloosa (2008)
- Good (2008)
- The Road (2009)
- A Dangerous Method (2011)
- On the Road (2012)
- Todos tenemos un plan (2012)
- The Two Faces of January (2014)
- Jauja (2014)
- Loin des hommes (2014)
- Captain Fantastic (2016)
- Green Book (2018)
- Crimes of the Future (2022)
- The Dead Don't Hurt (2023) (tevens regie, scenario, producer en componist)